# Cernozem, Iambol
Cernozem (în bulgară Чернозем) este un sat în comuna Elhovo, regiunea Iambol,  Bulgaria. 

## Demografie
Componența etnică a satului Cernozem
     Bulgari (95,09%)
     Nicio identificare (4,9%)
     Altele (0%)
La recensământul din 2011, populația satului Cernozem era de 102 locuitori. Din punct de vedere etnic, majoritatea locuitorilor (95,09%) erau bulgari. Pentru 4,9% din locuitori nu este cunoscută apartenența etnică.